# DJ Radium
Pour les articles homonymes, voir Radium (homonymie).
DJ Radium, ou simplement Radium, de son vrai nom Daniel Técoult, est un producteur et disc jockey de frenchcore français. Il est aussi producteur au travers du label Audiogenic Records et de ses quatorze sous-labels dont Psychik Genocide et Neurotoxic Arena. Il est considéré comme « le pilier de la scène hardcore française ».
Daniel est également l'un des membres fondateurs, avec Denis Cohen-Scali, de Micropoint au label B.E.A.S.T Records. Tous deux publient plusieurs albums à succès dont Neurophonie (1999) et Overdose United (2008).

## Biographie
Daniel Técoult commence sa carrière dans la production musicale en 1993 après avoir été influencé par la techno hardcore lors d'une soirée en 1992. Lors d'une entrevue, il confie qu'« il s'agit de pousser toujours plus loin les limites » concernant ce style de musique. Son nom de scène s'inspire du morceau Radyum, composé par Liza 'N' Eliaz en 1993. Vers cette période, il forme, avec Denis Cohen Scali, le groupe Micropoint, dont le premier succès est l'EP Hardbreak. Il signe au sein du label toulousain Karnage Records en 2000.  
En 1996, Daniel fonde les labels discographiques Audiogenic et Psychik Genocide. Ce n'est qu'en 1999 qu'il connaît la célébrité, grâce à la sortie de l'album Neurophonie (Micropoint) au label Epiteth dirigé par Laurent Hô. À la fin des années 1990, il apparaît dans certains albums de la série des albums Thunderdome comme Thunderdome - Hardcore Rules the World. Daniel sort plus tard son premier album solo, Paranoia Performance en 2001. C'est cette année que des divergences surgissent au sein du Micropoint à cause desquelles le groupe se sépare.
Radium enregistre une suite à son premier album solo, intitulé In Extremist (aussi paru sur double vinyle), publié en 2003.  Cette même année, Radium décide de fonder un nouveau label un peu « moins industriel ». Dès lors, il commence à fonder le label Arena avec un nouveau projet sous le nom de The Nihilist. En 2007, il reforme Micropoint.
Entre 2008 et 2010, il joue lors d'événements Thunderdome, dont la soirée The Final Exam qui conclut les vingt années d'existence du festival,. 
En 2012, il commercialise son album Le Fake,. Le 4 septembre 2013, Radium annonce sur sa page Facebook la sortie de trois nouveaux titres bonus dans la continuité de son album Le Fake. Il annonce également la sortie de son prochain album Excess Overdrive prévu pour novembre 2013.

## Audiogenic Records
Audiogenic Records est un label fondé par DJ Radium. Il comporte quatorze sous-labels, dont Psychik Genocide, Neurotoxic Arena, Absurd Audio, Altern-hate. Il produit des artistes comme Lenny Dee, Radium, Micropoint, The Speed Freak, The Sickest Squad, Hellfish, The DJ Producer, Al Core, Maissouille, etc. Audiogenic a mis à disposition des auditeurs l'ensemble de son catalogue en écoute libre sur YouTube, en mai 2013.
DJ Radium se sépare d'Audiogenic en 2014, il n'est plus présent sur leur catalogue[réf. nécessaire]

## Discographie

### Albums studio
- 2001 : Paranoia Performance
- 2000 : The Afterworld (référence « Karnage 03 » sur le label Karnage Records)
- 2003 : In Extremist
- 2003 : Inextremist Vol. 1
- 2003 : Inextremist Vol. 2
- 2006 : Terminal Trauma
- 2009 : MasterPiss
- 2012 : Le Fake
- 2013 : Excess Overdrive
- 2016 : Me vs. Them
- 2023 : Ok Boomer

### Compilations
- 2000 : Inhuman Mixed By Radium